# Годишњак Педагошког факултета у Врању
Годишњак Педагошког факултета је часопис Педагошког факултета у Врању који објављује теоријске радове, прегледне радове и изворне истраживачке радове, из научних и уметничких области релевантних за образовни и васпитни процес у школи.
Часопис је основан 2010. године под називом Годишњак Учитељског факултета, али је промењен у Годишњак Педагошког факултета у складу са променом назива факултета.